# Rungis

Położenie Rungis w ramach aglomeracji paryskiej

Rungis – miejscowość i gmina we Francji, w regionie Île-de-France, w departamencie Dolina Marny.
Według danych na rok 1990 gminę zamieszkiwało 2939 osób, a gęstość zaludnienia wynosiła 700 osób/km² (wśród 1287 gmin regionu Île-de-France Rungis plasuje się na 409. miejscu pod względem liczby ludności, natomiast pod względem powierzchni na miejscu 739.).

## Edukacja
- Institut aéronautique Jean Mermoz